# Ustad Isa (krater)
Ustad Isa är en nedslagskrater på planeten Merkurius, med en diameter på ungefär 138 kilometer.
1976 uppkallades kratern efter arkitekten Ustad Isa.